# Leusden-Zuid
Leusden-Zuid is een woonkern ten zuiden van Amersfoort, behorend tot de gemeente Leusden, in de Nederlandse provincie Utrecht. Tot 1969, toen de gemeente Leusden werd uitgebreid, heette het dorp Leusbroek. Ook heeft de woonkern een tijd bekend gestaan als Nieuw-Leusden.
Leusbroek ontstond in de middeleeuwen door ontginning van de Leusderberg. Tot de wijk behoren enkele historische boerderijen (buurtschap Bavoort), landhuis Den Treek en een negentiende-eeuwse waterstaatskerk. Deze kerk, de Dorpskerk van Leusden-Zuid, werd gebouwd in 1828 ter vervanging van de kerk van Oud-Leusden.  Leusden-Zuid telt 1.940 inwoners (2009).
Door de grote uitbreidingen van de woonwijk de Tabaksteeg is het dorp zo goed als vastgegroeid aan de plaats Leusden zelf. Ook voor de postadressen valt Leusden-Zuid onder Leusden.

## Faciliteiten
In de Tabaksteeg is het "Winkelcentrum Zuidhoek" te vinden. Hier bevinden zich een handvol winkels voor voornamelijk de dagelijkse boodschappen. Dit winkelcentrum bevindt zich aan het Maximaplein waar zich ook het multifunctioneel centrum Antares bevindt. Verder is in het winkelcentrum onder andere een sportschool.

## Onderwijs
In Leusden-Zuid bevinden zich 3 instellingen voor onderwijs:
- 't Palet, basisonderwijs
- De Loysderhoek, basisonderwijs
- De Dwergster, peuterspeelzaal

In Leusden-Zuid bevindt zich het huis waar de dichter Gerrit Achterberg op 17 januari 1962 overleed.

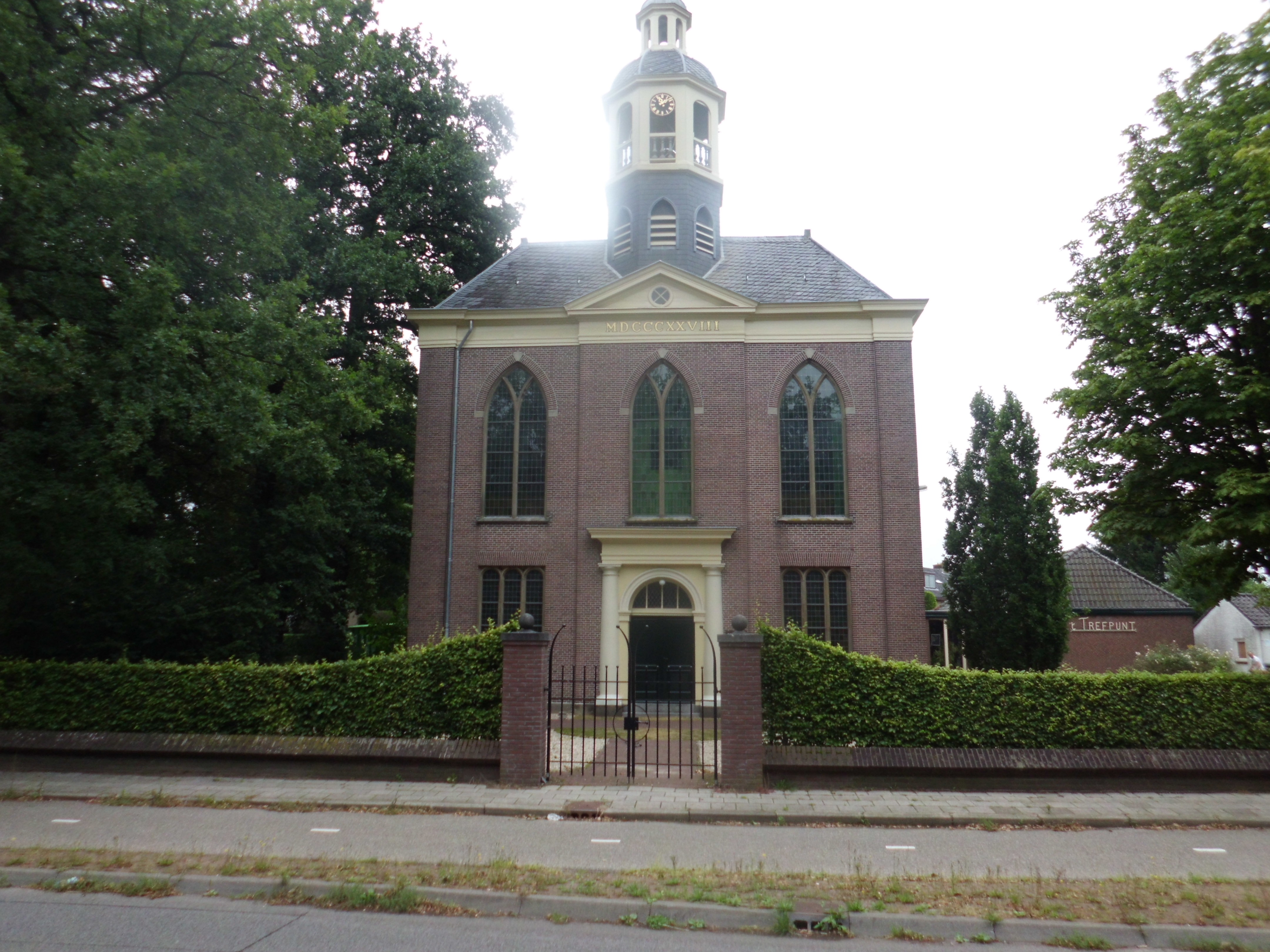
Kerk Leusden-Zuid

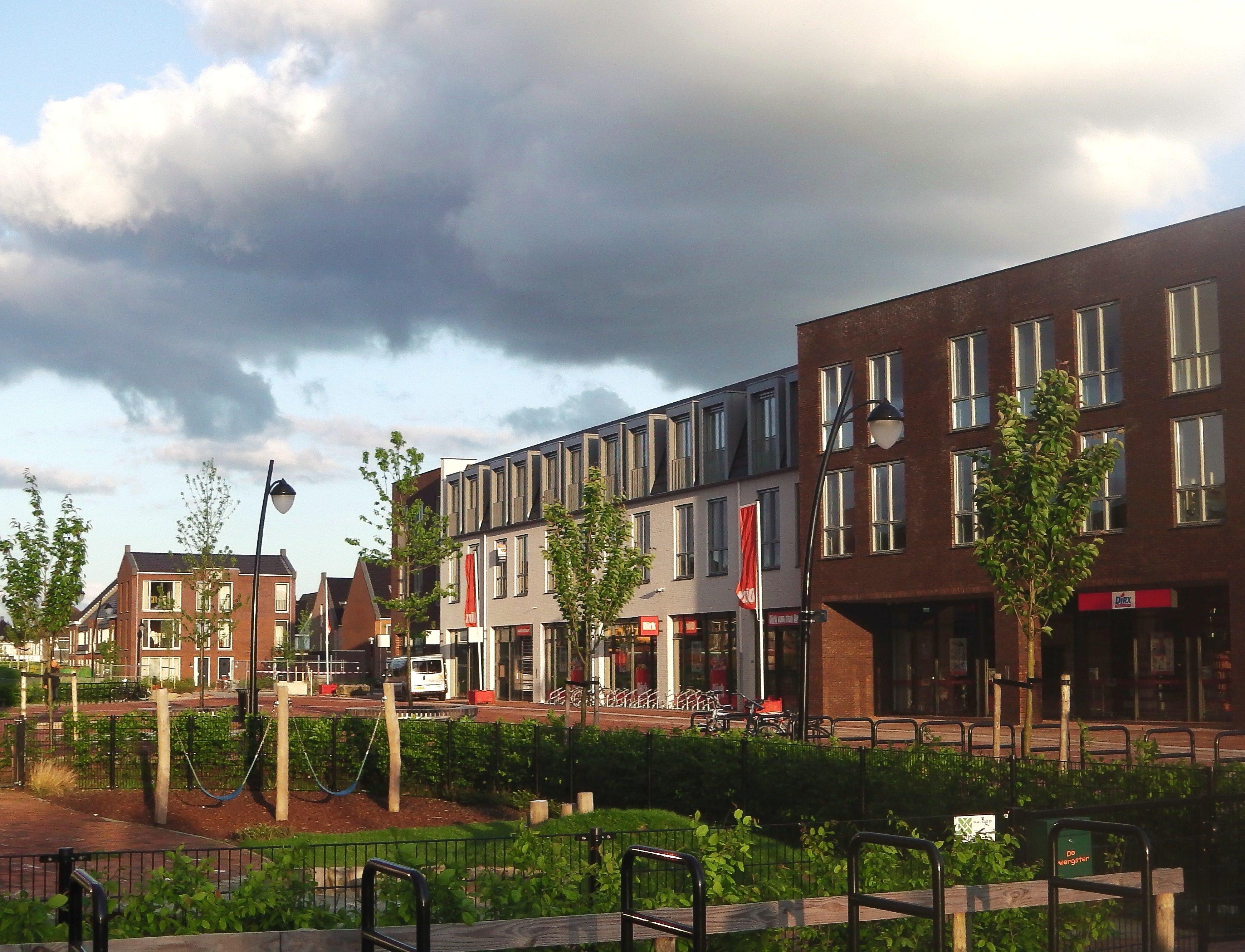
Het Maximaplein in de Tabaksteeg

## Afbeeldingen

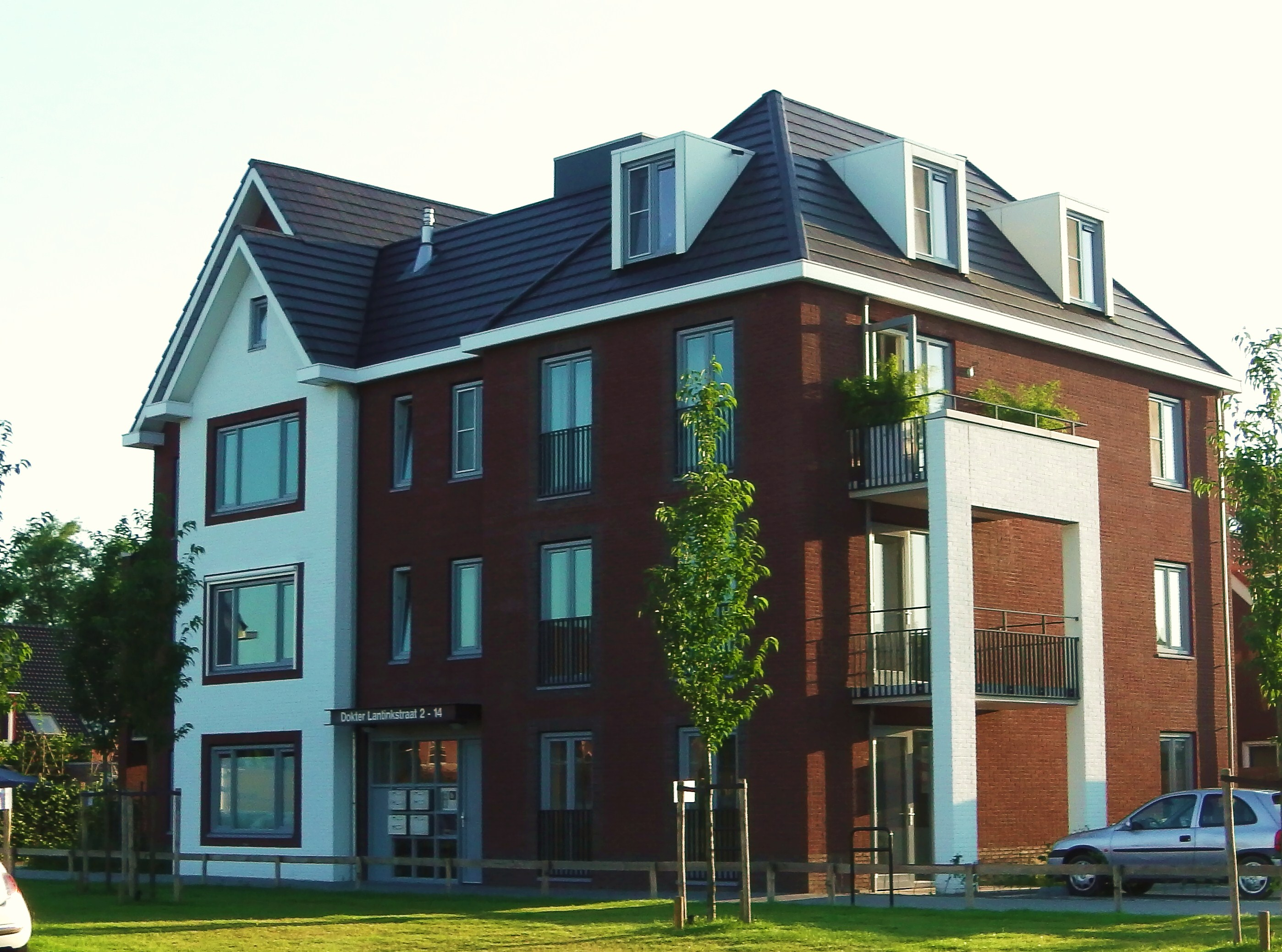
Appartementencomplex aan de Dokter Lantinkstraat in de Tabaksteeg
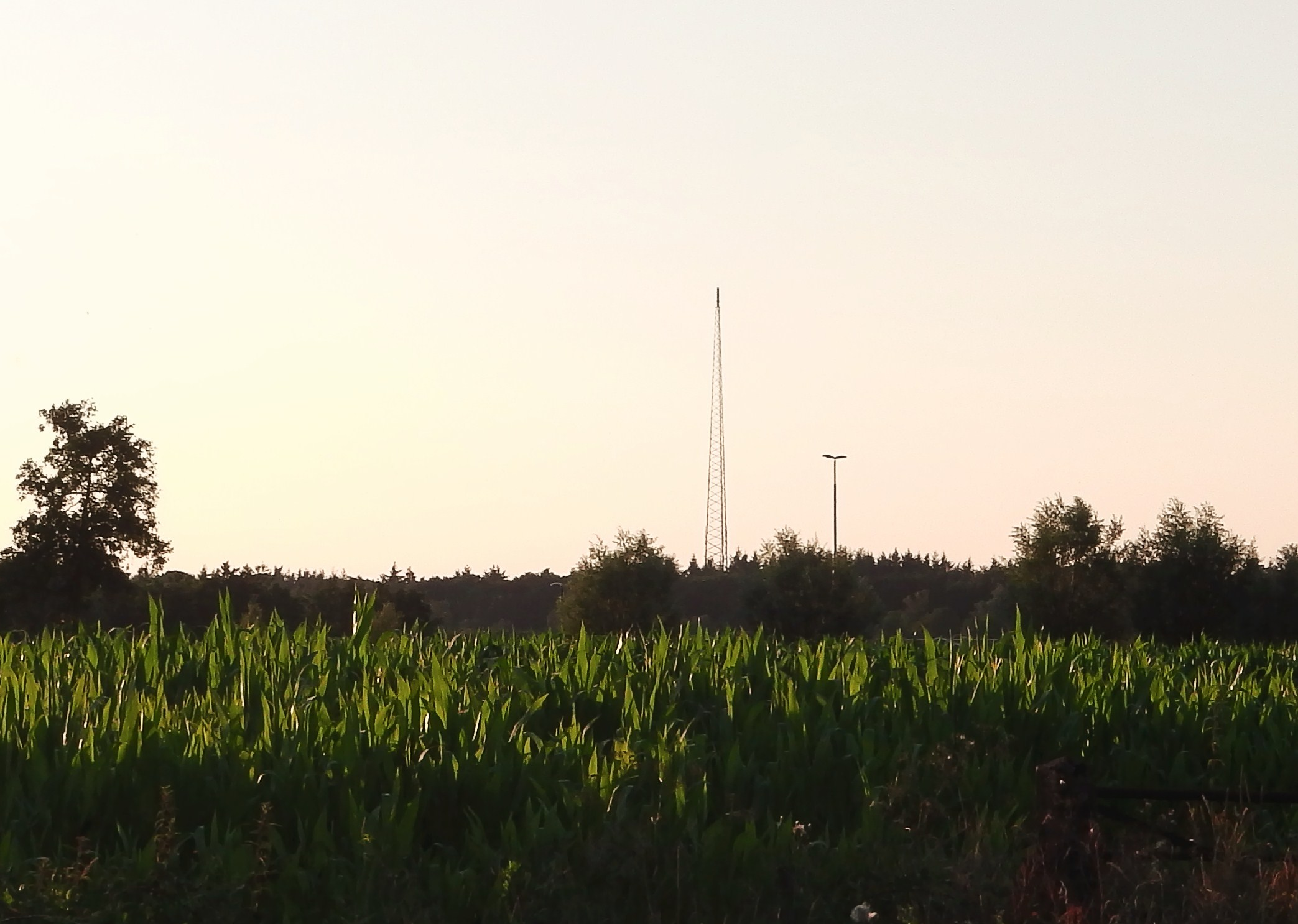
Landschap bij Leusden-Zuid
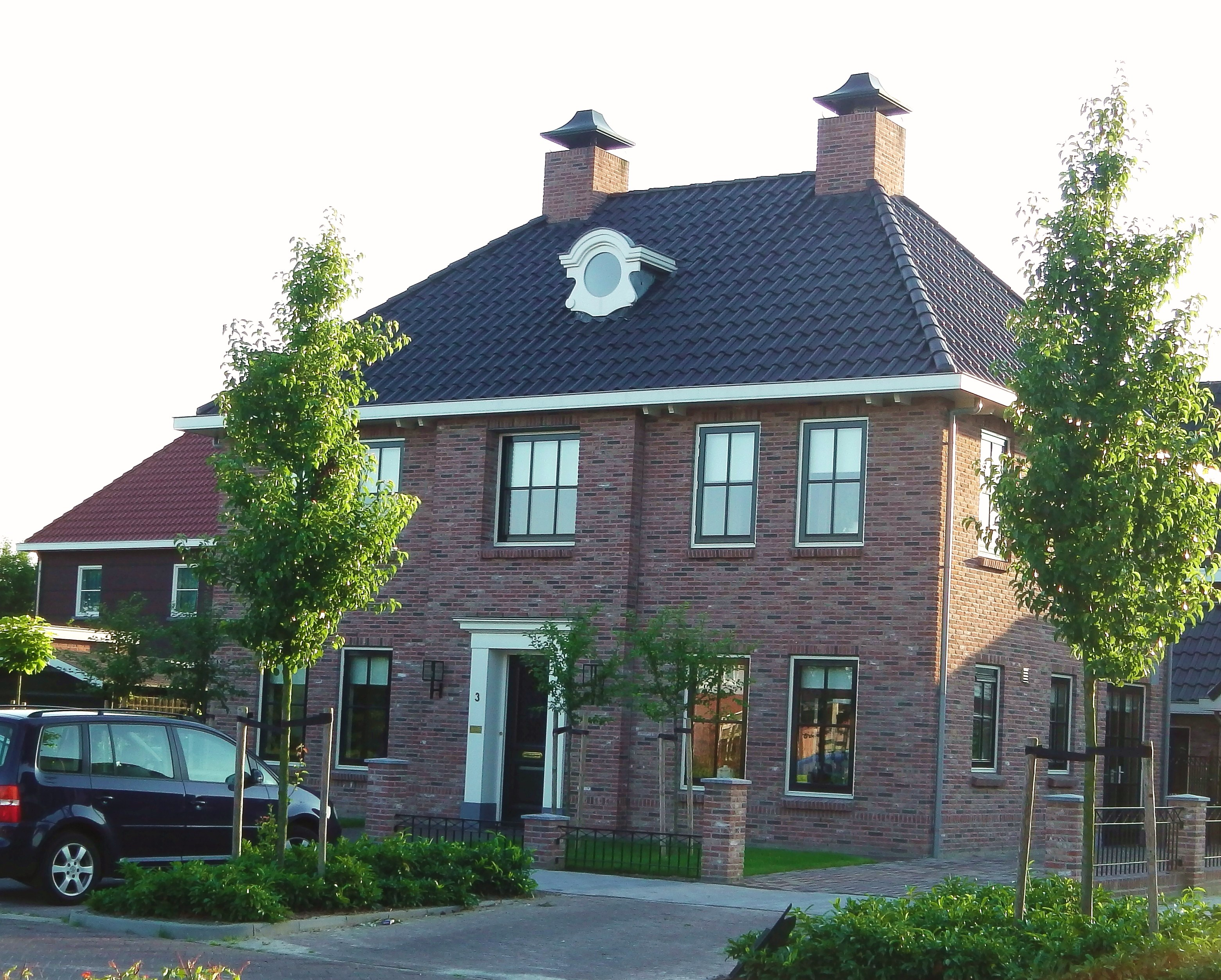
Vrijstaand huis in de Tabaksteeg
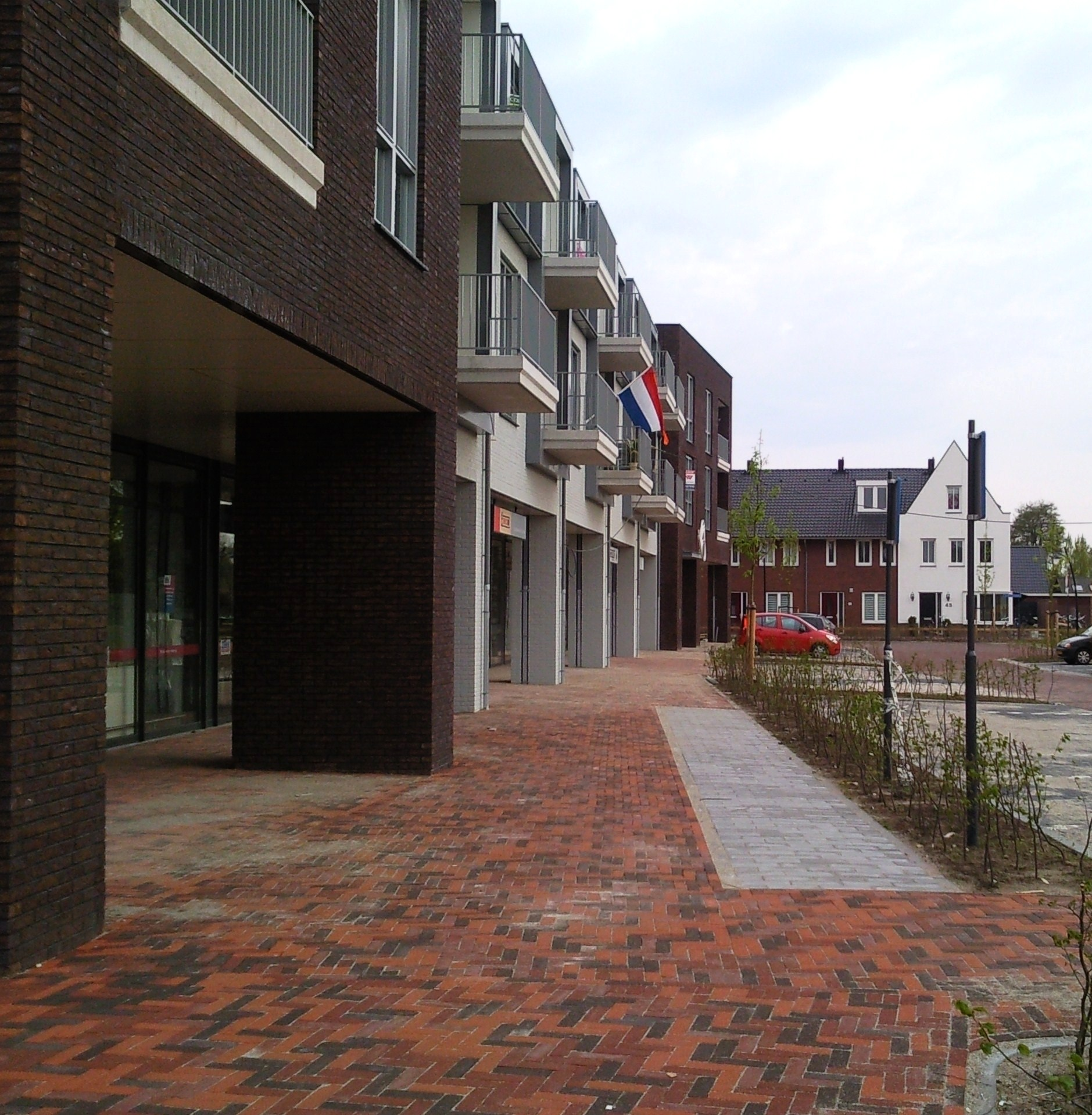
Winkelcentrum Zuidhoek aan het Maximaplein

Dorpen: Achterveld · Leusden · Leusden-Zuid · Stoutenburg

Buurtschappen: Asschat · Den Treek · De Ruif · Jannendorp · Moorst (deels) · Musschendorp · Oud-Leusden · Snorrenhoef

Utrecht · Plaatsen in de provincie      Nederland · Provincies · Gemeenten